# Mount Hunter (Brabant-Insel)
Mount Hunter ist ein 1410 m hoher Berg auf der Brabant-Insel im Palmer-Archipel vor der Westküste der Antarktischen Halbinsel. Auf der Pasteur-Halbinsel ragt er 6 km westsüdwestlich des Duclaux Point auf.
Der Berg ist noch unbenannt erstmals auf einer argentinischen Landkarte aus dem Jahr 1953 verzeichnet. Luftaufnahmen der Hunting Aerosurveys Ltd. aus den Jahren von 1956 bis 1957 dienten 1959 seiner Kartierung. Das UK Antarctic Place-Names Committee benannte ihn 1960 nach dem britischen Mediziner und Anatom John Hunter (1728–1793), dem Begründer der experimentellen wissenschaftlichen Chirurgie.